# Sideritis viridifolia
Sideritis viridifolia là một loài thực vật có hoa trong họ Hoa môi. Loài này được Dulac miêu tả khoa học đầu tiên năm 1867.